# На всі часи. Завжди.
«На всі часи́. За́вжди́.» (англ. For All Time. Always.) — шостий епізод і фінал першого сезону американського телесеріалу «Локі», заснованого на однойменному персонажа Marvel Comics. У цьому епізоді альтернативні версії персонажа намагаються дізнатися, хто керує Управлінням часовими змінами (УЧЗ). Дія епізоду відбувається в Кіновсесвіті Marvel (КВМ), і він безпосередньо пов'язаний з фільмами франшизи. Сценарій до нього написав Майкл Волдрон і Ерік Мартін, а режисером стала Кейт Геррон.
Том Гіддлстон знову виконує роль Локі із серії фільмів, у той час Софія Ді Мартіно виконує роль жіночої версії персонажа на ім'я Сільві. В епізоді також з'являються Ґуґу Мбата-Роу, Вунмі Мосаку, Юджин Кордеро, Тара Стронґ, Джонатан Мейджорс і Оуен Вілсон. Геррон приєдналася до серіалу в серпні 2019 року. Зйомки проходили на Pinewood Atlanta Studios і в мегаполісі Атланти. Епізод отримав високу оцінку за введення Джонатана Мейджорс в ролі «Того, хто залишився», альтернативного варіанту Канґа Завойовника.
«На всі часи. Завжди.» був випущений на Disney+ 14 липня 2021 року.

## Сюжет
Локі та Сільві входять у Цитадель у кінці часів. Там Міс Хвилинка передає пропозицію свого пана, «Того, хто залишився», повернути Локі і Сільві в Священний часоряд, пропонуючи йому суверенітет і їй щастя. Дует відхиляє цю пропозицію. У штаб-квартирі Управління часовими змінами (УЗЧ) суддя Равона Ренслеєр отримує інформацію, відправлену «Тим, хто залишився», через «Міс Хвилинку». Мобіус М. Мобіус стикається з Ренслеєр; обидва звинувачують один одного в зраді. Ренслеєр відправляється на пошуки «свободи волі» після того, як подолала спробу Мобіуса видалити її. У Фрімонті, Огайо 2018 року , Мисливицю B-15 переслідують інші солдати УЗЧ. Вона розкриває варіант Ренслеєр, заступника директора школи, щоб довести, що співробітники УЗЧ є змінювачими.
«Той, хто залишився» вітає Локі і Сільві. Локі здивований, що «Той, хто залишився» є «всього лише людиною». Він використовує ТемПад, щоб переміщуватися подалі від спроб Сільві вбити його, кажучи їм, що він може передбачити їх дії, тому що він передбачав минуле, сьогодення і майбутнє. «Той, хто залишився» пояснює походження УЧЗ. На Землі протягом 31-го століття різні версії його самого відкрили альтернативні всесвіти і вступили в контакт один з одним. Деякі варіанти його самого намагалися завоювати інші всесвіти, що призвело до мультивсесвітньої війни. «Той, хто залишився» використав Аліота, щоб закінчити війну, ізолював свою часову лінію і створив УЗЧ, щоб запобігти подальшим відгалуженням. Так як він втомився, він пропонує Локі і Сільві вибір — вбити його, закінчити єдину часову лінію і створити ризик для ще однієї мультивсесвітньої війни, викликаної його варіантами, або замінити його на посаді керівника УЗЧ і управління часовою лінією. Він визначив їх як найкращих кандидатів на його заміну і таким чином направив їх до себе.
Він розкриває, що вони досягли точки, коли він більше не знає майбутнього, оскільки часова лінія починає розходитися. Сільві намагається вбити його, в той час як Локі бореться з нею на дуелі, щоб запобігти мультивсесвітній війні. Локі молить Сільві, кажучи, що він хоче, щоб вона була в безпеці, і вони цілуються. Сільві використовує ТемПад, щоб відправити Локі назад в штаб-квартиру УЗЧ. Вона вбиває «Того, хто залишився», розв'язуючи мультивсесвіт з часовими лініями, які вже неможливо видалити.
У штаб-квартирі УЗЧ Локі намагається попередити B-15 і Мобіуса про варіанти «Того, хто залишився», але вони його не впізнають. Потім Локі виявляє, що статуя одного з варіантів «Того, хто залишився» замінила статуї Хранителів часу.

## Виробництво

### Розробка
До жовтня 2018 року Marvel Studios розробляла міні-серіал за участю Локі (Том Гіддлстон) з фільмів Кіновсесвіту Marvel (КВМ). У листопаді генеральний директор Disney Боб Айґер підтвердив, що «Локі» знаходиться в розробці. У серпні 2019 року Кейт Геррон була найнята в якості режисера серіалу. Геррон і головний сценарист Майкл Волдрон, поряд з Гіддлстон, Кевіном Файґі, Луїсом Д'Еспозіто, Вікторією Алонсо і Стівеном Бруссард стали виконавчими продюсерами. Сценарій до епізоду, який називається «На всі часи. Завжди.», написали Волдрон і Ерік Мартін. Сцена посеред титрів епізоду підтвердила, що серіал був продовжений на другий сезон. 

### Сценарій
«Людиною за ширмою» Управління часовими змінами (УЗЧ) виявляється «Той, хто залишився», якого грає Джонатан Мейджорс, який повинен з'явитися у фільмі «Людина-мураха та Оса: Квантоманія» (2023) в ролі Канґа Завойовника, варіанти «Того, хто залишається» . «Той, хто залишився», який є окремим персонажем в коміксах, був змінений для КВМ, щоб він був варіантом Канґа. Волдрон відчував, що було «дуже логічно» вводити Мейджорс в серіал, так як Канґ є «подорожуючим у часі, багатостороннім противником» і вважався «таким великим лиходієм в наступному фільмі». При написанні персонажа Волдрон сподівався «дійсно натякнути на це страхітливе зло всередині», при цьому все ще зображуючи інші його варіанти як зліші, ніж він є насправді. Геррон назвав «Того, хто залишається» «тим, хто об'єднує» серіал, так як він був «темою нашого шоу», демонструючи, що «ніхто не є повністю хорошим або повністю поганим, і люди дійсно потрапляють в цю сіру зону».

### Кастинг
Головні ролі в епізоді виконують Том Гіддлстон (Локі і Президент Локі), Софія Ді Мартіно (Сільві), Ґуґу Мбата-Роу (Равон Ренслеєр), Вунмі Мосаку (Мисливець B-15), Юджин Кордеро (Мисливець K-5E), Тара Стронґ (голос Міс Хвилинки), Джонатан Мейджорс («Той, хто залишився») і Оуен Вілсон (Мобіус М. Мобіус).:41:46–42:25 само в епізоді з'являється Ніл Елліс (Мисливець D-90).:43:25 Волдрон був радий, що поява Мейджорс в епізоді не просочилася завчасно, зазначивши, що багато глядачів підозрювали, що версія Канґа може з'явитися в сцені після титрів, але не був би великою частиною епізоду, як це було з Мейджорс.

### Зйомки і візуальні ефекти
Зйомки проходили в павільйонах студії Pinewood Atlanta в Атланті, Джорджія,:9 де режисером стала Геррон, а Отем Дюральд Аркапоу виступила в якості оператора.:2 Натурні зйомки проходили в мегаполісі Атланти, включаючи готель Atlanta Marriott Marquis, який був використаний в якості штаб-квартири УЗЧ. Мейджорс знявся в своїй ролі протягом останнього тижня зйомок серіалу. 
Епізод відкривається зі сцени, в якій представлені різні архівні авдіо з минулих проєктів КВМ, в тому числі авдіо Сокола, Оси, Чорної пантери, Людини-мурахи, Чорної вдови, Зоряного Лицаря, Тора, Капітана Америки, Генка Піма, Капітана Марвела, Локі, Корґа, Класичного Локі, Віжена і Сільві, а також авдіо Алана Воттса, Ніла Армстронга, Ґрети Тунберґ, Малали Юсуфзаі, Нельсона Мандели, Еллен Джонсон Серліф і Маї Енджелоу; це було даниною поваги до фільму «Контакт» (1997).
Візуальні ефекти були створені компаніями Trixter, Luma Pictures, Cantina Creative, Crafty Apes, Method Studios, Lola Visual Effects і FuseFX. :44:35–44:52 Епізод і сезон були завершені 20 червня 2021 року. 

### Музика
В епізоді присутня пісня «It's Been a Long, Long Time» Гаррі Джеймса, яка була раніше чути в фільмах «Капітан Америка: Зимовий солдат» (2014 року) і «Месники: Завершення» (2019). Партитура композитора Наталі Голт відсилає до композиції «Twilight of the Gods» Марка Мазерсбо з фільму « Тор: Раґнарок» (2017).

## Випуск
«На всі часи. Завжди.» був випущено на Disney+ 14 липня 2021 року. 

## Сприйняття

### Глядацька авдиторія
За даними телеканалу Samba, епізод був переглянутий у 1,9 мільйонах домогосподарств США з 14 по 18 липня, що перевершило фінали «ВандаВіжен» (1,4 мільйона) та «Сокіл та Зимовий солдат» (1,7 мільйона). За перші п'ять днів виходу епізод також мав високий перегляд у Сполученому Королівстві (300 000 домогосподарств), Німеччині (96 000) та Австралії (12 000), які також перевершили фінали фільмів «ВандаВіжен» та «Сокіл та Зимовий солдат».

### Оцінки критиків

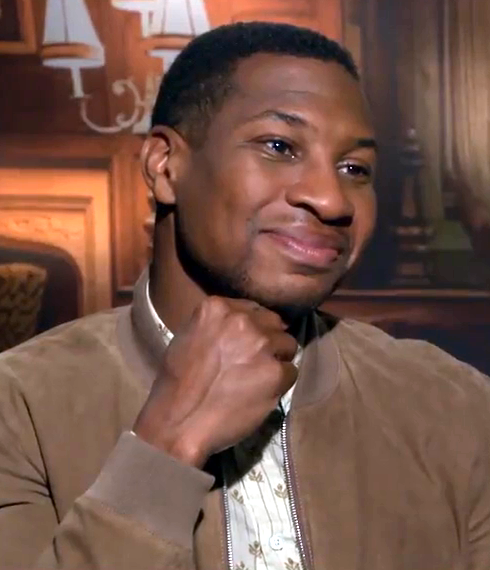
Виступ Джонатана Мейджорса як «Того, хто залишився» в епізоді був підкреслений критиками

Агрегатор рецензій Rotten Tomatoes присвоїв епізоду рейтинг 90% із середнім балом 7,97 / 10 на основі 21 відкликання. Консенсус критиків на сайті говорить: «Закріплений трьома сильними виступами, „На всі часи. Завжди.“ Завершує перший розділ „Локі“ захоплюючим фіналом, який має серйозні наслідки для мультивсесвіту».
Алан Сепінуолл з «Rolling Stone» був «одночасно схвильований і стурбований» появою Мейджорс в епізоді, зазначивши, що подання головного лиходія серіалу в фінальному епізоді було «поганий драматичної структурою», і що «на мить здалося, що все, що було такого особливого і привабливого в "Локі", було відкинуто в сторону, щоб розкрутити нового поганого хлопця для великого екрану». Крім того, він вважав, що велика частина епізоду повинна була бути «несмотрібельной», тому що в ній була важка експозиція. Проте, «глибоко дивне виступ» Мейджорс послужило матеріалом, зробивши «сильний дебют» для персонажа. Сепінуолл вважав, що якщо фінал буде розглянуто «як установка для ще більше матеріалу від" Локі ", на додаток до того, щоб глядачі КВМ звикли до версії Канґа», «Заради всього часу. Назавжди.» був «неідеальним, але все таки захоплюючим завершенням тільки одного розділу історії "Локі", а не повного графічного роману» і «однозначно кращим з трьох фіналів КВМ в цьому році». Джоанна Робінсон з «Vanity Fair» погодилася з тим, що епізод «показав кращий фінал» серіалу КВМ від Disney +, і зазначила сильні натяки на серіал «Залишитися в живих» і фільм «Сім» (1995); Сепінуолл також зазначив зв'язку з «Залишитися в живих» в епізоді. Як і Сепінуолл, Робінсон також відчувала, що розкриття Канґа не повинно було спрацювати, і відзначила велику кількість експозиції в епізоді, заявивши: «Імовірність того, що цей епізод спрацював би, абсолютно нульова, якби Marvel не найняв нас актора, настільки ж глядабельний і непередбачуваного, як Мейджорс », і порівняла його з Джимом Моріарті Ендрю Скотта в «Шерлок». Вона також була рада, що фінал був зосереджений на «персонажа і емоціях, і зберіг апокаліптичні ставки на подив особистими», і в третьому акті не було великого CGI-екшену.
Річард Ньюбі з «The Hollywood Reporter» сказав: «В епізоді, який одночасно розширює можливості оповіді і проникає в суть його центральних персонажів, фіналу першого сезону вдається досягти ідеального балансу між дивацтвами коміксів і значущими дослідженнями персонажів».
Девід Опі з Digital Spy розкритикував введення «Того, хто залишається», заявивши, що він «з'явився абсолютно з нізвідки» для людей, не знайомих з коміксами, відчуваючи, що «з тематично іншого варіанту Локі вийшов би набагато більш задовільний лиходій», оскільки це змусило б Локі «протистояти самому собі і своїм уявленням про те, що значить бути хорошим», вважаючи, що характеризация «ігнорувалася просто для того, щоб просувати історію так, як вважає за потрібне Marvel». 